# Macrosiagon inferna
Macrosiagon inferna is een keversoort uit de familie waaierkevers (Rhipiphoridae). De wetenschappelijke naam van de soort is voor het eerst geldig gepubliceerd in 1873 door Schaufuss.